# Shadow Creek Ranch

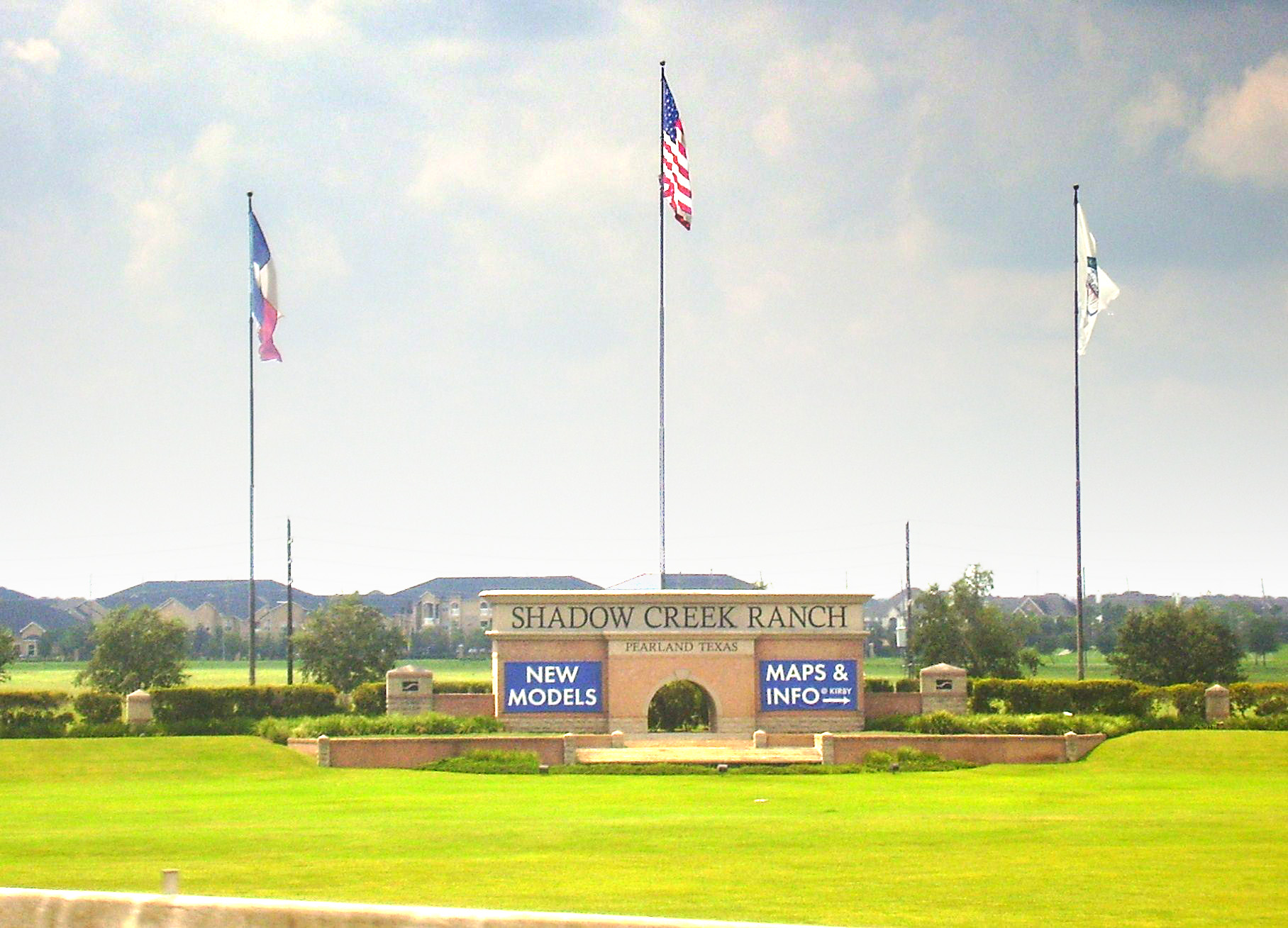
Shadow Creek Ranch

Shadow Creek Ranch es un barrio planificado de 3.500 acres de Pearland, Texas en Gran Houston, al oeste del Texas State Highway 288 (EN). La mayoría de las personas en Shadow Creek Ranch trabajan en el Texas Medical Center. A finales de 2001 la venta de las casas comenzaron.
El centro comercial Shadow Creek Ranch Town Center está cerca del barrio.
Shadow Creek Ranch tiene la sede corporativa de la Clínica Kelsey-Seybold.

## Educación
El Distrito Escolar Independiente de Alvin gestiona escuelas públicas la mayoría de Shadow Creek Ranch. Tres escuelas primarias, la Escuela Media Nolan Ryan (Nolan Ryan Junior High School), y la Escuela Preparatoria Shadow Creek sirven a Shadow Creek Ranch.
El Distrito Escolar Independiente de Fort Bend sirve una pequeña parte de Shadow Creek Ranch. En el año escolar de 2005-2006 el distrito escolar de Alvin a comenzaron una política de transferencia, permitiendo a los estudiantes en los grados de kindergarten a sexto de Shadow Creek Ranch, que vivían en la zona del distrito escolar de Fort Bend, para asistir a las escuelas del distrito escolar de Alvin.
El Brazoria County Library System ("Sistema de Bibliotecas del Condado de Brazoria", EN) gestiona la Biblioteca Pearland Westside en el Shadow Creek Ranch Town Center.